# چارلی بینز
چارلی بینز (انگلیسی: Charlie Baines؛ 9 February 1896 – ۱۹۵۴ (۵۸−۵۹ سال)) بازیکن فوتبال بود.